# Decretum Gratiani
Decretum Gratiani (hrv.: Gracijanov dekret), službeno Concordantia discordantium canonum (hrv.: Suglasje neusuglašenih propisa) je zbirka kanonskih zakona koje je u 12. stoljeću zabilježio benediktinac Gracijan. Uključen je u Corpus iuris canonici. U njemu se nalazi preko 4000 navedenih kanona.
"Decretum Gratiani" je podijeljen na tri dijela. 
- U prvom dijelu radi se o pravnim načelima, o raznim kanonskim izvorima te općenito o normama za klerike.
- Drugi dio sadrži 36 kauza podijeljenih na pitanja na koja autor odgovara s obrazloženjem na temelju kanona.
- U trećem dijelu raspravlja se o glavnim zapovijedima za kršćanski život, a posebno o misi, krštenju i potvrdi, s raznim mjestima za bogoštovlje i o postu.

U tom djelu nalazi se zapisan drugi dio pisma pape Ivana VIII. knezu Domagoju.